# 250719 Jurajbardy
250719 Jurajbardy è un asteroide della fascia principale. Scoperto nel 2005, presenta un'orbita caratterizzata da un semiasse maggiore pari a 2,9776353 UA e da un'eccentricità di 0,0814720, inclinata di 9,60456° rispetto all'eclittica.